# Sparganopseustis martinana
Sparganopseustis martinana es una especie de polilla del género Sparganopseustis, categorizada en la tribu Sparganothini, de la subfamilia Tortricinae. Fue descrita por Powell en 1986.
Fue publicada en Pan-Pacif. Ent. 62: 378. Se distribuye por América del Norte: México, en el estado de Durango, aproximadamente a 10 millas de El Salto.